# 白树沟瓣
白树沟瓣（学名：Glyptopetalum geloniifolium）为卫矛科沟瓣属的植物，为中国的特有植物。分布于中国大陆的广西、广东、海南等地，一般生于海边、河边和山坡等处疏林中，目前尚未由人工引种栽培。

## 别名
隐脉沟瓣花（中山大学报）

## 异名
- Euonymus geloniifolia Chun et How